# Brugherio
Brugherio är en ort och kommun i provinsen Monza e Brianza i regionen Lombardiet i Italien. Kommunen hade 35 064 invånare (2018).